# Ron Tree
Ronald Tree, detto Ron (Leeds, 8 aprile 1963), è un cantante e bassista inglese.
È probabilmente più famoso per la sua collaborazione con la space rock band Hawkwind, sia come cantante che come bassista.

## Discografia

### Con gli Hawkwind

#### Studio
- 1995 - Alien 4
- 1997 - Distant Horizons
- 1999 - In Your Area

#### Live
- 1996 - Love in Space
- 1999 - Hawkwind 1997
- 2001 - Yule Ritual